# Roch Jerlicz
Roch Jerlicz herbu Lis (ur. w 1740, zm. w 1800) – generał major, brygadier komenderujący w Dywizji Wołyńskiej i Podolskiej w 1792 roku, brygadier kawalerii narodowej w czasie wojny polsko-rosyjskiej 1792.
W kawalerii był od 1768. Chorąży od 1772, porucznik od 1775. Wicebrygadier II Brygady Kawalerii Narodowej w Dywizji Ukraińskiej i Podolskiej od 1777. Od października 1789 brygadier 6 Brygady Kawalerii Narodowej. W 1793 przeszedł do armii rosyjskiej.